# Self-Portrait (livro)
Self-Portrait (em Língua Portuguesa, Autorretrato)  é um livro de memórias ilustrado de Celia Paul. Uma obra profundamente introspectiva e meditativa sobre a vida e a arte de uma das mais notáveis pintora contemporânea britânica em atividade.
O livro, que é um híbrido entre memórias pessoais e reflexões sobre a prática artística, explorando as complexidades da vida da autora, seu desenvolvimento artístico e sua busca pela identidade, foi bem recebido pela crítica especializada em importantes jornais, incluindo The Guardian, The New York Times e The New York Review of Books.

## Contexto e Estrutura do Livro
Self-Portrait é estruturado em torno das experiências pessoais de Paul, especialmente no que diz respeito à sua relação com a figura influente e controversa do artista Lucian Freud, com quem teve um relacionamento na juventude. No entanto, o livro não se limita a narrar essa relação, focando principalmente em como Paul, ao longo do tempo, buscou construir sua própria identidade artística e pessoal, em contraste com a influência esmagadora de Freud. O livro é, em essência, um estudo de como uma artista mulher lida com o desafio de ser vista como uma figura autônoma, fora da sombra de um homem reconhecido e dominante.

## Temas Principais
Um dos principais temas de Self-Portrait é a exploração da independência criativa. Paul escreve sobre os desafios de conciliar sua vida pessoal com seu desejo de ser reconhecida como artista por seus próprios méritos. A autora reflete sobre o sacrifício, a solidão e o isolamento necessários para se dedicar plenamente à arte, algo que é evidente em seus autorretratos e na maneira como ela narra sua vida no livro. Outra questão central no livro é a relação entre o autorretrato e a autoimagem. Celia Paul usa a escrita e a pintura como formas de introspecção, destacando como a prática do autorretrato não é apenas uma representação física, mas uma maneira de se engajar em um diálogo mais profundo com o eu interior. Paul descreve a criação de seus autorretratos como um processo emocionalmente exaustivo e revelador, uma tentativa de capturar não apenas sua aparência, mas também seu estado de espírito, suas vulnerabilidades e sua trajetória emocional.

## Relação com Lucian Freud
Um aspecto inevitável da vida de Celia Paul, e um dos tópicos mais discutidos no livro, é sua relação com Lucian Freud. Freud, um pintor muito mais velho e já estabelecido, teve uma relação íntima com Paul quando ela era uma jovem estudante na Slade School of Fine Art, em Londres. Embora Freud tenha pintado Paul várias vezes, o livro mostra que a relação foi marcada por um desequilíbrio de poder, algo que Paul reconhece e reflete sobre no decorrer de suas memórias.
No entanto, Paul evita transformar o livro em uma narrativa apenas sobre Freud. Em vez disso, ela examina como essa relação influenciou sua própria jornada, tanto como mulher quanto como artista. Paul escreve sobre como sua necessidade de criar uma identidade separada da de Freud foi um motor central em sua vida. Ela narra o doloroso processo de separação emocional e artística, enquanto continua a buscar seu próprio estilo e voz.